# Glenrothes (palírna)
Glenrothes je skotská palírna společnosti Highland Distilleries plc nacházející se ve vesnici Rothes v kraji Morayshire, jež vyrábí skotskou sladovou malt whisky.

## Historie
Palírna byla založena v roce 1878 a produkuje čistou sladovou malt whisky. Tato palírna leží na břehu potoka Linn Burn a svým vzezřením připomíná katedrálu. Destilační místnost této palírny má pět párů velkých měděných kotlů. Produkuje whisky značky Glenrothes, což je deseti nebo jedneáctiletá whisky s obsahem alkoholu 40 %. Část produkce se míchá s whisky značky Cutty Sark. Tato whisky zraje v sudech po sherry čímž vyvažuje převládající kouřový charakter.